# Proechimys steerei
Proechimys steerei és una espècie de mamífer rosegador de la família de les rates espinoses. Viu a Bolívia, el Brasil i el Perú a altituds de fins a 300 msnm. El seu hàbitat natural són les planes d'inundació de l'Amazones. És una espècie en risc mínim, és a dir, no sembla que hi hagi cap amenaça significativa per a la seva supervivència.
Aquest tàxon fou anomenat en honor del zoòleg, botànic i ornitòleg estatunidenc Joseph Beal Steere.